# Anacardium parvifolium
Anacardium parvifolium é uma espécie de plantas com flores. Foi descrito pela primeira vez por Adolpho Ducke. Anacardium parvifolium pertence ao gênero Anacardium, e família Anacardiaceae.
Este tipo de planta pode ser encontrada em:
- Colômbia
  - Amazonas
  - Departamento de Putumayo
- Peru
- norte e nordeste do Brasil
  - Pará
  - Amazonas
  - Maranhão

Não há tipos listados como este.